# SM-64 Navaho
North American SM-64 Navaho – amerykański strategiczny samolot-pocisk napędzany silnikami strumieniowymi, opracowywany w latach 50., nie wszedł do użytku.
Prace nad pociskiem zostały rozpoczęte w 1946, a pierwsze próby lotne przeprowadzono w 1956. W 1957 podjęto jednak decyzję o  zakończeniu programu, na korzyść pocisków balistycznych. Prace ostatecznie przerwano w 1958.
Pocisk miał skrzydła typu delta i miał przenosić głowicę termojądrową. Silniki strumieniowe tego pocisku miały 120 cm średnicy (było to olbrzymie osiągnięcie technologiczne w tamtych czasach). System kierowania był programowy – astronawigacyjny (nawet podczas dnia lokalizował wybrane gwiazdy i opierając się na nich regulował żyroskopy).